# フィンガー5
フィンガー5（フィンガーファイブ、Finger 5）は、日本の男女混合歌謡アイドルグループ。主に1970年代に活動した。沖縄県出身の男性4人と女性1人の5人兄妹が踊りながら歌い、四男の晃は変声期前のハイトーンボイスでメインボーカルを担当し、彼らの歌唱力やルックスなどが人気を博してミリオンセラーとなった。
バンドを自称するも、全盛期は演奏する場がほとんどなかった。解散後も音楽活動やテレビ出演などを時折している。

## 略歴

### 生い立ち
米国占領下の沖縄で、父親が経営する米兵相手のAサインバーでアメリカのロックやポップスに親しみ、当時小学生の長男・一夫、次男・光男、三男・正男が「オールブラザーズ」としてバンド活動を始める。晃は「フィンガー5の音楽的ベースはモータウン系のソウル。ファンクもやったけど、日本では早過ぎた。コンサートではモンキーズ、カーペンターズ、ジャクソン5、トム・ジョーンズなど洋楽のカバーを歌ってダンスするバンド」などと述べている。晃は「自分と妙子は後から無理やり参加させられた」と述べている。英語の歌詞は聞こえた音をカタカナでメモし、キーボードは紙に書いた鍵盤で練習した。
父のバーはのちに他の経営者の手に渡るが、21世紀初頭まで存在した写真がテレビや書籍で紹介されている。

### オールブラザーズからベイビー・ブラザーズ、そしてフィンガー5へ
オールブラザーズは沖縄のテレビ番組のコンテストで優勝し、テレビ局のプロデューサーに薦められて1969年に東京都東村山市に移住する。上京した一家は「歩くのが早い、しゃべるのも早い、お札の色が緑（米ドル）でない」ことに驚いた。母が自ら車を運転し、日本中の在日米軍基地を回って慰問コンサートを行いながらデビューの機会を待った。
1970年にバンド名をベイビー・ブラザーズに変えて、南沙織より1年早くメジャーデビューするも売れずに苦しい時代を過ごし、転校した学校で「売れない歌手」と悪口も言われた。妙子はそれまで着たことがない琉球王朝時代の服を着せられ、晃はその時期に出した曲にタイトルさえもう覚えていないものがあるという。
不遇の末に沖縄に戻る準備をしていた頃、子供に向けて子供の歌手をデビューさせる企画を描く担当者が彼らの存在を知り、「少し出来るだけのガキだろう」と思いながらたまたまデモテープを聴いた音楽関係者が「これは本物だ」と驚いて彼らを説得し、1972年に再デビューする。売れなくて沖縄に帰ろうとしたら、キャロルをスカウトした逸話でも知られるミッキー・カーチスから声がかかりレコード会社を移籍。米国で当時大ヒットしていた同じ5人兄弟で結成されたジャクソン5を意識し、母親が「フィンガー5」と名付けた。キャロルとは担当ディレクターが同じで、コンサートも一緒にやったりし、大人と子供でもあり、可愛がってもらったという。中でも矢沢永吉の個性は強烈で、当時小6の晃に楽屋でウリ型のベースを持って「晃、これでひともうけして、俺はビッグになるから」と言ったという。

### 黄金時代
初めてのテレビ出演は子供の視聴が多い土曜の夕方に放映され、放映直後はテレビ局に問い合わせの電話が殺到した。沖縄返還の翌1973年に世志凡太がプロデュースし、漫画家の水島新司がレコードジャケットのイラストを手掛けた「個人授業」を発売すると、145万枚ともされるミリオンセラーとなり大ブレーク。その後「恋のダイヤル6700」165万枚、「学園天国」105万枚などをリリース、いずれもミリオンセラーとなった。テレビ・映画にも多く出演した。楽曲のテーマは学校における恋愛で一貫していた。
幼稚園のヒーローになり、小西良太郎は「歌謡曲幼年化の波が来た」と評した。
5人の中でも特に、年少の晃と妙子に注目が集まった。デビュー当時は11歳と10歳で、あどけない姿でステージをこなす姿が人気となった。晃が「目立ちたいから」とトレードマークとしたトンボ形のサングラスが大流行した。サングラスはラジオ番組で布施明がしているのをマネたもので、晃は「歌手の小道具のはしりですかね」と述べている。
自らの意思で活動を始めたこともあり、一夫がマネージャーを兼任し、仕事の交渉やスケジュール管理もこなした。
大人気によるハードスケジュールのために晃が過労で入院すると、病床の写真が週刊誌に掲載され、医師は関係者に「あなたたちは、この子を殺すつもりか」と告げた。晃が変声期で「声変わり」を防ぐため、関係者らが女性ホルモンの注射を強く勧めたが本人は断った。

### その後
1975年に長男の一夫がマネージャーに専念するために脱退し、代わりに甥で長女の息子の具志堅実が加入する。ハードスケジュールは限界に達し、休養も兼ねて1975年から1976年に米国に留学する。これまで芸能活動で得た収入は、渡航費用で全て使い切った。芸能活動に一切口を出さなかった父の「芸能界で稼いだ金など、あぶく銭だ」とする考えも反映されていた。
帰国後は、長く日本を留守にしていたこと、メインボーカルの晃が変声期で従来のようなハイトーンが出せなくなったこと、彼らのやりたい音楽とファンのニーズが乖離してヒットに結びつかないことなどから人気が急落した。後の晃の述懐によると、どうすれば売れるかは分かっていたがそれは自分たちがやりたくないことであり、割り切って自分たちのやりたいことをやろうとしたら売れなくなったという。
末期は晃に代わり妙子をメインボーカルに据えたり、バンドとしてメンバー自らの演奏を前面に出すなどを試みるも人気は回復せず、1978年に実質的に解散した。その後メンバーの一部は、ザ・フィンガーズなど、いくつかのバンドを結成し活動するが、大きくブレイクすることはなかった。
2003年の「The 30th Anniversary!!」で、兄弟5人でフィンガー5を再結成し、全国から大勢のファンが集まった。
なお、90年代初頭に市東亮子が、彼らをモデルにした「超ド級無敵アイドル戦隊 バトルフィンガーファイブ」という作品を描いている。

## メンバー
全員、沖縄県具志川市（現：うるま市）出身の兄弟。6人兄弟姉妹であり、5人とも最年長の姉がいる。
- 玉元 一夫（たまもと かずお、1955年4月8日（70歳） -　B型 ）  長男。リードギター担当。コーラス。
  - 芸能活動休止後不動産会社を経営していたが、銀行から58億円の融資を受けるもバブル崩壊で丸々借金として58億円を背負うが完済している。1996年10月に脳内出血で倒れ左半身麻痺の後遺症が残り、車椅子や杖つきでの生活となる。障害者となった経験を生かし、バリアフリー社会の実現を訴え、自由連合から2001年参院選に出馬したが落選。
- 玉元 光男（たまもと みつお、1957年2月3日（68歳） - 　O型）  次男。ドラムス担当。コーラス。
  - 芸能活動休止後美容師の免許を取得する。東京都田無市（現：西東京市）の理髪店で修行時は、顔を見た客が首をひねるなど市内では話題となった。その後はアメリカで活躍するが次第に美容師の業務が多忙となり、近年はテレビ出演を控えている。5人が揃う企画で光男だけ欠席したこともあった。
- 玉元 正男（たまもと まさお、1959年2月2日（66歳） -　O型）  三男。ベース担当。ボーカル。
  - 都内の建設会社で大工として勤める。その後沖縄料理店を経営[8]する一方で、琉球音楽サークル「魔法使いま〜ちゃんとちっちゃな悪魔たちの集い」を結成し、活動している。
  - アイドル時代からの友人である元ずうとるびの江藤博利とは現在も親交がある。
- 玉元 晃（たまもと あきら、1961年5月9日（64歳） - 　O型）  四男。ギター担当。メインボーカル。
  - 正男と同じ建築会社で、大工の後は営業職に転属した。退職後はT.AKIRAとして、江木俊夫・あいざき進也・狩人の高道とともに結成したs4として現在もライブ活動などの音楽活動を続ける。
- 玉元 妙子（たまもと たえこ、1962年6月7日（63歳） - 　A型）  次女。キーボード担当。ボーカル。
  - 日出高等学校を卒業し、会社勤めの後20歳で結婚、1人娘がいる。その後芸能活動は行なっていない[9]。

基本は上記5人で、末期に下記2人がメンバーとなる。
- 具志堅 実（ぐしけん みのる、1967年1月23日（58歳） - 　O型）上記兄弟の甥っ子。1975年6月発売のシングル『ぼくらのパパは空手の先生』から加入。このシングルのジャケット写真には写っていないが、レコーディングには参加している。テレビでの歌披露や雑誌の取材等では一時期長男を含めた6人体制での露出となっていた。1975年11月発売のシングル『帰ってくるよ』から、マネージャーに専念した長男と正式に交代。1978年2月発売のシングル『やきもちボーイ』まで在籍した。
  - メンバーの中で最も大柄で、光男の代わりにテレビ出演することが多い。
- 安 広司（やす ひろし、1960年4月29日（65歳） - 　O型）上記兄弟のいとこ。1978年6月発売のラストシングル『悩ませないで』のみ参加。

## ディスコグラフィ

### シングル
- ベイビー・ブラザーズ名義。

| # | 発売日          | A/B面 | タイトル         | 作詞       | 作曲       | 編曲     | レーベル        | 規格品番 |
| - | --------------- | ----- | ---------------- | ---------- | ---------- | -------- | --------------- | -------- |
| 1 | 1970年 6月20日  | A面   | 私の恋人さん     | 玉元正男   | 玉元一夫   | 玉元一夫 | キング レコード | BS-1226  |
| 1 | 1970年 6月20日  | B面   | 自由な世界       | 玉元正男   | 玉元一夫   | 玉元一夫 | キング レコード | BS-1226  |
| 2 | 1970年 10月20日 | A面   | ジングルベル     | 音羽たかし | J.Pierpont | 玉元一夫 | キング レコード | BS-1271  |
| 2 | 1970年 10月20日 | B面   | 赤はなのトナカイ | 新田宣夫   | J.Marks    | 玉元一夫 | キング レコード | BS-1271  |
| 3 | 1970年 11月20日 | A面   | 白い天使         | 橋本淳     | 高田弘     | 高田弘   | キング レコード | BS-1286  |
| 3 | 1970年 11月20日 | B面   | 僕たちの秘密     | 谷山浩子   | 谷山浩子   | 高田弘   | キング レコード | BS-1286  |

- フィンガー5名義。

| #  | 発売日          | A/B面 | タイトル                             | 作詞                   | 作曲                   | 編曲           | レーベル              | 規格品番 | 最高位 |
| -- | --------------- | ----- | ------------------------------------ | ---------------------- | ---------------------- | -------------- | --------------------- | -------- | ------ |
| 1  | 1972年 8月25日  | A面   | キディ・キディ・ラブ                 | 玉元正男               | 玉元一夫               | 山崎泉         | キング レコード       | BS-1588  |        |
| 1  | 1972年 8月25日  | B面   | 悲しみの再会                         | 玉元正男               | 玉元一夫               | 山崎泉         | キング レコード       | BS-1588  |        |
| 2  | 1973年 8月25日  | A面   | 個人授業                             | 阿久悠                 | 都倉俊一               | 都倉俊一       | フィリップス レコード | FS-1757  | 1      |
| 2  | 1973年 8月25日  | B面   | 恋の研究                             | 阿久悠                 | 玉元一夫               | 山崎泉         | フィリップス レコード | FS-1757  | 1      |
| 3  | 1973年 12月5日  | A面   | 恋のダイヤル6700                     | 阿久悠                 | 井上忠夫               | 井上忠夫       | フィリップス レコード | FS-1776  | 1      |
| 3  | 1973年 12月5日  | B面   | 初めてのクラス会                     | 阿久悠                 | 井上忠夫               | 井上忠夫       | フィリップス レコード | FS-1776  | 1      |
| 4  | 1974年 3月5日   | A面   | 学園天国                             | 阿久悠                 | 井上忠夫               | 井上忠夫       | フィリップス レコード | FS-1785  | 2      |
| 4  | 1974年 3月5日   | B面   | フィンガー5のテーマ                  | 玉元正男               | 玉元一夫               | 三枝伸         | フィリップス レコード | FS-1785  | 2      |
| 5  | 1974年 6月25日  | A面   | 恋のアメリカン・フットボール         | 阿久悠                 | 都倉俊一               | 都倉俊一       | フィリップス レコード | FS-1794  | 4      |
| 5  | 1974年 6月25日  | B面   | おませなデート                       | 阿久悠                 | 都倉俊一               | 都倉俊一       | フィリップス レコード | FS-1794  | 4      |
| 6  | 1974年 9月10日  | A面   | 恋の大予言                           | 阿久悠                 | 井上忠夫               | 馬飼野俊一     | フィリップス レコード | FS-1802  | 41     |
| 6  | 1974年 9月10日  | B面   | 上級生                               | 阿久悠                 | 井上忠夫               | 井上忠夫       | フィリップス レコード | FS-1802  | 41     |
| 7  | 1974年 12月25日 | A面   | 華麗なうわさ                         | 阿久悠                 | 都倉俊一               | 都倉俊一       | フィリップス レコード | FS-1815  | 6      |
| 7  | 1974年 12月25日 | B面   | 悲しみの十字路                       | 阿久悠                 | 都倉俊一               | 都倉俊一       | フィリップス レコード | FS-1815  | 6      |
| 8  | 1975年 2月5日   | A面   | 名犬ラッシー                         | 山上路夫               | 山下毅雄               | ボブ佐久間     | フィリップス レコード | FS-1818  | 45     |
| 8  | 1975年 2月5日   | B面   | 帰ろうラッシー                       | 山上路夫               | 山下毅雄               | ボブ佐久間     | フィリップス レコード | FS-1818  | 45     |
| 9  | 1975年 3月5日   | A面   | バンプ天国                           | 阿久悠                 | 井上忠夫               | 馬飼野俊一     | フィリップス レコード | FS-1823  | 13     |
| 9  | 1975年 3月5日   | B面   | フィンガー5スペシャル                | 立木寝損               | 三枝伸                 | 三枝伸         | フィリップス レコード | FS-1823  | 13     |
| 10 | 1975年 6月21日  | A面   | ぼくらのパパは空手の先生             | 阿久悠                 | 三枝伸                 | 深町純         | ポリドール レコード   | DR-1955  | 19     |
| 10 | 1975年 6月21日  | B面   | 銀の十字架                           | 立木寝損               | 三枝伸                 | 三枝伸         | ポリドール レコード   | DR-1955  | 19     |
| 11 | 1975年 11月21日 | A面   | 帰ってくるよ                         | フィンガー・ファミリー | フィンガー・ファミリー | ジーン・ペイジ | ポリドール レコード   | DR-1995  | 45     |
| 11 | 1975年 11月21日 | B面   | ハイウェー・パトロール103            | フィンガー・ファミリー | フィンガー・ファミリー | ジーン・ペイジ | ポリドール レコード   | DR-1995  | 45     |
| 12 | 1976年 2月21日  | A面   | ジェット・マシーン                   | 三枝伸                 | 三枝伸                 | ジーン・ペイジ | ポリドール レコード   | DR-3030  | 36     |
| 12 | 1976年 2月21日  | B面   | 魔神バロン                           | 三枝伸                 | 三枝伸                 | ジーン・ペイジ | ポリドール レコード   | DR-3030  | 36     |
| 13 | 1976年 6月1日   | A面   | 飛べ!すてきなベイビー                | 及川恒平               | 惣領泰則               | 惣領泰則       | ポリドール レコード   | DR-6008  | 65     |
| 13 | 1976年 6月1日   | B面   | 僕だけのプリンセス                   | 及川恒平               | 惣領泰則               | 惣領泰則       | ポリドール レコード   | DR-6008  | 65     |
| 14 | 1976年 9月21日  | A面   | 101人ガールフレンド                  | 阿久悠                 | 都倉俊一               | 都倉俊一       | ポリドール レコード   | DR-6041  | 65     |
| 14 | 1976年 9月21日  | B面   | くたばれジャイアンツ                 | 阿久悠                 | 都倉俊一               | 都倉俊一       | ポリドール レコード   | DR-6041  | 65     |
| 15 | 1976年 12月21日 | A面   | モンローウォークのお嬢さん           | 阿久悠                 | 都倉俊一               | 都倉俊一       | ポリドール レコード   | DR-6068  | 86     |
| 15 | 1976年 12月21日 | B面   | バブルガム リリィ                    | 阿久悠                 | 都倉俊一               | 都倉俊一       | ポリドール レコード   | DR-6068  | 86     |
| 16 | 1977年 5月1日   | A面   | 恋のラッキー・ストライク             | 竜真知子               | 井上忠夫               | あかのたちお   | ポリドール レコード   | DR-6097  | 85     |
| 16 | 1977年 5月1日   | B面   | ディスコ・レディとファースト・キッス | 竜真知子               | 井上忠夫               | あかのたちお   | ポリドール レコード   | DR-6097  | 85     |
| 17 | 1977年 7月21日  | A面   | スーパーカーブギ                     | 小泉まさみ             | 小泉まさみ             | 佐孝康夫       | ポリドール レコード   | DR-6126  |        |
| 17 | 1977年 7月21日  | B面   | ママとパパのロックンロール           | 小泉まさみ             | 小泉まさみ             | 佐孝康夫       | ポリドール レコード   | DR-6126  |        |
| 18 | 1977年 11月1日  | A面   | ぼくは眠れない                       | 荒木一郎               | 荒木一郎               | 小田健二郎     | ポリドール レコード   | DR-6155  |        |
| 18 | 1977年 11月1日  | B面   | いい娘じゃないから君が好き           | 酒井チエ               | ケン田村               | 小田健二郎     | ポリドール レコード   | DR-6155  |        |
| 19 | 1978年 2月1日   | A面   | やきもちボーイ                       | 小泉まさみ             | 小泉まさみ             | 小田健二郎     | ポリドール レコード   | DR-6178  |        |
| 19 | 1978年 2月1日   | B面   | クレイジーラブ                       | 杉山政美               | 小田健二郎             | 小田健二郎     | ポリドール レコード   | DR-6178  |        |
| 20 | 1978年 6月21日  | A面   | 悩ませないで                         | 橋本淳                 | 馬飼野康二             | 馬飼野康二     | ポリドール レコード   | DR-6223  |        |
| 20 | 1978年 6月21日  | B面   | 恋人よ                               | 橋本淳                 | 馬飼野康二             | 馬飼野康二     | ポリドール レコード   | DR-6223  |        |

その他のシングル
- フィンガー5とクリスマス・パーティー（1973年12月1日／FS-1781） ※ジャケットイラスト：水島新司　※オリコン最高位94位
  - A面：聖しこの夜、聖しこの夜（カラオケ）
  - B面：赤鼻のトナカイ、ジングル・ベル
- フィンガー5とクリスマス・パーティー（1974年11月10日／FS-3050）
  - A面：聖しこの夜、ジングル・ベル
  - B面：赤鼻のトナカイ、ホワイト・クリスマス
- 学園天国（2001年9月5日／UMCK-5533）
  - 1.学園天国、2.窓辺のデイト、3.恋のハートビート、4.学園天国（カラオケ）

### アルバム
レコード
1. 個人授業/FINGER 5 FIRST ALBUM（1973年12月5日）
「個人授業」とそのB面曲「恋の研究」の他、ジャクソン5やマイケル・ジャクソンらの英語曲の日本語カヴァーソングを収録。
2. 学園天国/FINGER 5 SECOND（1974年4月10日）
3. フィンガー5オリジナル わたしの恋人さん（1974年5月25日）
旧ベイビー・ブラザーズ名義の楽曲を中心に収録。フィンガー5名義のアルバムとしては唯一、キングレコードからの発売となった。仲宗根美樹がゲスト出演している。
4. 恋の大予言/フィンガー5 サード・アルバム（1974年10月25日）
5. 華麗なうわさ/アルバムNo.4（1975年2月5日）
6. ジェット・マシーン ニュー"フィンガー5"から愛をこめて（1976年3月21日）
7. フィンガー5 NOW!!（1977年12月21日）

CD
1. シングル・コレクション（1991年12月5日）
2. バトル・フィンガー・ファイブ～リターンズ（1992年12月21日）
3. NEW BEST（1993年5月26日）
4. 恋の大予言/フィンガー5 サード・アルバム（1994年6月25日）　※2001年7月25日再発
5. 個人授業/FINGER 5 FIRST ALBUM（1994年11月2日）　※2001年7月25日再発
6. 学園天国/FINGER 5 SECOND（1994年11月2日）　※2001年7月25日再発
7. 華麗なうわさ/アルバムNo.4（1994年11月2日）　※2001年7月25日再発
8. スペシャル1800（1996年11月21日）
9. フィンガー王国（1999年4月21日）
10. フィンガー天国（1999年4月21日）
11. COMPLETE COLLECTION（2001年7月25日）
12. 学園天国・Re Mix天国!!（2001年8月22日）
13. スーパー・バリュー（2001年12月19日）
14. フィンガー5コンプリートCDBOX（2003年2月8日）　※2007年8月25日再発
15. ゴールデン☆ベスト フィンガー5（2003年11月26日）
16. CD&DVD THE BEST フィンガー5 [CD+DVD]（2005年7月6日）
17. フィンガー5 ベスト10（2005年12月9日）
18. 歌が唄いたい!! ベストヒット&カラオケ（2006年8月30日）
19. Best & Nonstop Finger5（2012年7月25日）

## テレビ

### 当時の出演番組
- ぎんざNOW!（TBS）
- 進め!フィンガー5（TBS系列）
- 時間だヨ!アイドル登場（日本テレビ系列）
1974年 - 1979年放送。渡米後はずうとるびが引き継いだ。

### 現在からふりかえる過去の特集
- 驚きももの木20世紀（フィンガー5伝説） - 驚きももの木20世紀 放送リストを参照。
- Dのゲキジョー（2006年8月4日） - 晃、妙子、正男が登場し、当時のことを振り返った。
- あの人は今!? - 定期的に出演している。
- 日めくりタイムトラベル（2007年、NHK BS2） - 「昭和48年」の回で、光男がVTR出演した。
- 売れなきゃよかった…金曜日の告白SP!大壮絶人生（2008年3月7日、フジテレビ）
- まさかの一丁目一番地☆ミリオンヒット歌手＆レコ大新人賞!成功のその後を大調査SP (2024年12月30日)、TBS、当時の映像が流れ、晃、妙子が出演し、その他のメンバーの現況を紹介。

## 映画
- 超能力だよ全員集合!! （1974年8月3日）
- ハロー!フィンガー5 （1974年3月21日） - 製作＝東宝映像 / 配給＝東宝
- フィンガー5の大冒険（1974年7月25日） - 製作＝東映 / 監督：石森章太郎（石森家4人のカメオ出演もあり） / 特別出演：仮面ライダーV3

※『ハロー!...』は「東宝チャンピオンまつり」内で、『...大冒険』は「東映まんがまつり」内で、それぞれ上映された。同じ年に東映と東宝の「まつり」に登場したのは前例が無い。なお、この回の「東映まんがまつり」は、正式名が「フィンガー5と遊ぼう!東映まんがまつり」であるとのこと。

## CM
- ロッテ「アーモンドV」
- 松下電器産業「ナショナル・スナッピー」（テープレコーダー RQ-55）
- ドール「ドールバナナ」
- 岡村製作所「オカムラジュニアデスク」